# Mimetridium cryptum
Mimetridium cryptum is een zeeanemonensoort uit de familie Acontiophoridae.
Mimetridium cryptum is voor het eerst wetenschappelijk beschreven door Hand in 1961.